# Ill Niño
Ill Niño (spreek uit: il nienjoo) is een Amerikaanse nu-metal en latin metal band uit New- Jersey.

## Beschrijving
Ill Niño werd opgericht in 1999 onder de naam El Niño en was aanvankelijk gecontracteerd door C.I.A. Recordings. Een jaar later werd de naam veranderd in Ill Niño en verscheen hun eerste, gelijknamige ep. In datzelfde jaar tekende Ill Niño een contract bij Roadrunner Records, op welk label in 2001 hun tweede album Revolution, Revoluciòn verscheen. Hiervan werden rond de 190.000 exemplaren verkocht, wat mede te danken was aan hun optredens op Ozzfest en de Jagermeister Music Tour in 2002.
In 2003 verlieten Marc Rizzo en Roger Vasquez de band. Ze werden opgevolgd door Danny Couto en Ahrue Luster. In datzelfde jaar werd de single How Can I Live van het album Confession gebruikt in de film Freddy vs. Jason. Het album verkocht wereldwijd meer dan 400.000 exemplaren. In 2004 kwam de dvd Live From The Eye Of The Storm uit. Hun derde cd, One Nation Underground, verscheen in 2005.
In 2005 verliet Ill Niño Roadrunner Records en tekende de band een contract bij Cement Shoes records. Een jaar later verliet Jardel Paisante de band wegens familieproblemen.
In 2008 werd het eerste album onder Cement Shoes records uitgebracht, genaamd Enigma. Dit album is volgens Ill Niño zelf hun beste werk, vooral vanwege de Latijnse invloeden die dit album heeft vergeleken met zijn voorgangers.

## Bandleden
- Officieel: Cristian Machado (zang), Dave Chavarri (drums), Danny Couto (percussie), Laz Pina (basgitaar), Ahrue Luster (gitaar) en Diego Verduzco (gitaar).
- Officieus: Omar Clavijo, (turntables, samples en keyboards)
- Voormalige leden: Jardel Paisante (gitaar, tot 2006), Marc Rizzo (gitaar, tot 2003), Jorge Rosado (zang, tot 2000) en Roger Vasquez (percussie, tot 2003).

## Discografie

### Albums
| Jaar | Album                      |
| ---- | -------------------------- |
| 2000 | Ill Niño EP                |
| 2001 | Revolution, Revoluciòn     |
| 2003 | Confession                 |
| 2005 | One Nation Underground     |
| 2006 | The Undercover Sessions EP |
| 2006 | The Best of Ill Niño       |
| 2008 | Enigma                     |
| 2010 | Dead New World             |
| 2012 | Epidemia                   |
| 2014 | Till Death, La Familia     |

### Dvd's
| Jaar | Dvd                            |
| ---- | ------------------------------ |
| 2004 | Live From The Eye Of The Storm |

### Singles
| Jaar | Nummer               | Album                  |
| ---- | -------------------- | ---------------------- |
| 2001 | God Save Us          | Revolution, Revolución |
| 2002 | What Comes Around    | Revolution, Revolución |
| 2002 | Unreal               | Revolution, Revolución |
| 2003 | How Can I Live       | Confession             |
| 2003 | This Time's For Real | Confession             |
| 2005 | What You Deserve     | One Nation Underground |
| 2005 | This Is War          | One Nation Underground |
| 2007 | The Alibi of Tyrants | Enigma                 |